# Yorkshire West (circonscription du Parlement européen)
Yorkshire West était une circonscription du Parlement européen couvrant les parties occidentales du West Yorkshire en Angleterre, y compris Bradford et Halifax.
Avant l’adoption uniforme de la représentation proportionnelle en 1999, le Royaume-Uni utilisait le système uninominal à un tour pour les élections européennes en Angleterre, en Écosse et au pays de Galles. Les conscriptions du Parlement européen utilisées dans ce système étaient plus petites que les circonscriptions régionales les plus récentes et ne comptaient chacune qu'un seul membre au Parlement européen.
Lorsqu'il a été créé en Angleterre en 1979, il se composait des circonscriptions du Parlement de Westminster de Bradford North, Bradford South, Bradford West, Brighouse and Spenborough, Halifax, Keighley, Shipley et Sowerby. En 1984, Batley and Spen et Calder Valley remplace Brighouse and Spenborough, et Sowerby, mais Batley and Spen sont de nouveau été supprimés en 1994.
La région a ensuite été incluse dans la circonscription du Parlement européen du Yorkshire et Humber, qui était représentée par sept membres en 1999-2004 et six à partir de 2004.

## Limites
1979–1984: Bradford North; Bradford South; Bradford West; Brighouse and Spenborough; Halifax; Keighley; Shipley; Sowerby.
1984–1994: Batley and Spen; Bradford North; Bradford South; Bradford West; Calder Valley; Halifax; Keighley; Shipley.
1994–1999: Bradford North; Bradford South; Bradford West; Calder Valley; Halifax; Keighley; Shipley.

## Membre du Parlement européen
| Élection                    | Élection | Portrait | Membre     | Parti        |
| --------------------------- | -------- | -------- | ---------- | ------------ |
|                             | 1979     |          | Barry Seal | Travailliste |
| 1999 circonscription abolie |          |          |            |              |

## Résultats des élections
Les candidats élus sont indiqués en gras.
| Parti         | Parti                                  | Candidat        | Voix    | %    | ± |
| ------------- | -------------------------------------- | --------------- | ------- | ---- | - |
|               | Travailliste                           | Barry Seal      | 76,552  | 46,3 | ' |
|               | Conservateur                           | Lord St Oswald  | 73,555  | 44,4 |   |
|               | Liberal                                | J. M. S. Cherry | 15,460  | 9,3  |   |
| Majorité      | Majorité                               | Majorité        | 2,997   | 1,9  |   |
| Participation | Participation                          | Participation   | 165,567 | 33,3 |   |
|               | Travailliste vainqueur (nouveau siège) |                 |         |      |   |

| Parti         | Parti                | Candidat             | Voix    | %    | ±    |
| ------------- | -------------------- | -------------------- | ------- | ---- | ---- |
|               | Travailliste         | Barry Seal           | 86,259  | 47,8 | +1.5 |
|               | Conservateur         | Ian Bruce            | 65,405  | 36,3 | -8.1 |
|               | Social Démocratique  | E. Lyons             | 28,709  | 15,9 | +6.6 |
| Majorité      | Majorité             | Majorité             | 20,854  | 11,5 | +9.6 |
| Participation | Participation        | Participation        | 180,373 | 32,2 | -1.1 |
|               | Travailliste retenir | Travailliste retenir | Swing   |      |      |

| Parti         | Parti                | Candidat             | Voix    | %    | ±     |
| ------------- | -------------------- | -------------------- | ------- | ---- | ----- |
|               | Travailliste         | Barry Seal           | 108,644 | 50,0 | +2.2  |
|               | Conservateur         | G. T. Hall           | 70,717  | 32,5 | -3.8  |
|               | Green                | N. Parrott           | 28,308  | 13,0 | New   |
|               | SLD                  | P. Wrigley           | 9,765   | 4,5  | -11.4 |
| Majorité      | Majorité             | Majorité             | 37,927  | 17,5 | +6.0  |
| Participation | Participation        | Participation        | 217,434 | 38,5 | +6.3  |
|               | Travailliste retenir | Travailliste retenir | Swing   |      |       |

| Parti         | Parti                | Candidat             | Voix    | %    | ±     |
| ------------- | -------------------- | -------------------- | ------- | ---- | ----- |
|               | Travailliste         | Barry Seal           | 90,652  | 53,5 | +3.5  |
|               | Conservateur         | Richard Booth        | 42,455  | 25,0 | -7.5  |
|               | Libéral Démocrate    | Charles Bidwell      | 20,452  | 12,1 | +7.6  |
|               | New Britain          | Raymond Pearson      | 8,027   | 4,7  | New   |
|               | Green                | Colin Harris         | 7,154   | 4,2  | -8.8  |
|               | Natural Law          | David Whitley        | 894     | 0,5  | New   |
| Majorité      | Majorité             | Majorité             | 48,197  | 28,5 | +11.0 |
| Participation | Participation        | Participation        | 169,634 | 34,6 | -3.9  |
|               | Travailliste retenir | Travailliste retenir | Swing   |      |       |